# Kotys I (król Traków)
Kotys I (gr.: Κότυς, Kótys) (zm. 359 p.n.e.) - król trackich Odrysów od 384 lub 383 p.n.e. Prawdopodobnie syn Seutesa II, króla tzw. „Dolnego królestwa Odrysów”.
Urodził się za rządów Seutesa I. Władzę zdobył po zamordowaniu swojego poprzednika Hebryzelmisa, króla Odrysów w latach ok. 387-384/83. Księga Suda podała, że jego panowanie trwało dwadzieścia cztery lata. Od około 364 r. zmienił nastawienie w stosunku do Ateńczyków, stał się ich nieprzyjacielem. Spierał się z nimi o tracki Chersonez. Postarał się o skorzystanie z pomocy Charidemosa, wodza ateńskiego. Przekonał go, żeby przeszedł na jego służbę. Zadbał także o wartościową pomoc innego wodza ateńskiego, Ifikratesa. Dał mu jedną ze swoich córek na żonę. Zięć brał udział z nim przeciw w walce przeciw swojej ojczyźnie.
W 360 Kotys zdobył Sestos i zagroził miastom Krithote i Elajos, ostatnim miejscowościom ateńskim na Chersonezie. Kotysa jednak zabito rok później, w 359. Zabójcami okazali się, Peithon i Heraklejdes (obywatele Ajnos, greckiego miasta w Tracji). Dokonali oni zamachu podczas święta w jego pałacu, pod pretekstem, że skrzywdził ich ojca. Po przybyciu do Aten, za ten czyn zostali ogłoszeni honorowymi obywatelami miasta i nagrodzeni złotymi wieńcami. 
Po śmierci Kotysa I doszło do walk o tron. Ateny poparły wówczas przeciwko Kersobleptesowi, synowi Kotysa, innego kandydata do tronu. Te zamieszanie spowodowało podział królestwa na trzy części. Kersobleptes otrzymał wschodnie tereny, Amadokos II środkowe tereny między Hebros i Nestos, a Berisades tereny na zachód od Nestos.